# Egyptský pohár
Egyptský pohár je hlavní egyptský fotbalový pohár, který byl založený v roce 1921. Soutěž byla přerušena v letech 1968 až 1971 kvůli Šestidenní válce a v letech 1973 až 1974 kvůli Jomkipurské válce. Dále se nehrálo v sezónách 1979/80, 1981/82, 1986/87 a 1993/94. Ročník 2011/12 byl zrušen kvůli incidentu na stadionu v Port Saidu, kde při ligovém utkání mezi Al Masry a Al Ahly zemřelo 79 lidí a přes tisíc jich bylo zraněno.

## Seznam vítězů
Zdroj:
- 1921–22: Zamalek
- 1922–23: Tersana
- 1923–24: Al Ahly
- 1924–25: Al Ahly
- 1925–26: Al-Ittihad Alexandrie
- 1926–27: Al Ahly
- 1927–28: Al Ahly
- 1928–29: Tersana
- 1929–30: Al Ahly
- 1930–31: Al Ahly
- 1931–32: Zamalek
- 1932–33: El-Olympi
- 1933–34: El-Olympi
- 1934–35: Zamalek
- 1935–36: Al-Ittihad Alexandrie
- 1936–37: Al Ahly
- 1937–38: Zamalek
- 1938–39: Al Teram
- 1939–40: Al Ahly
- 1940–41: Zamalek
- 1941–42: Al Ahly
- 1942–43: Zamalek & Al Ahly
- 1943–44: Zamalek
- 1944–45: Al Ahly
- 1945–46: Al Ahly
- 1946–47: Al Ahly
- 1947–48: Al-Ittihad Alexandrie
- 1948–49: Al Ahly
- 1949–50: Al Ahly
- 1950–51: Al Ahly
- 1951–52: Zamalek
- 1952–53: Al Ahly
- 1953–54: Tersana
- 1954–55: Zamalek
- 1955–56: Al Ahly
- 1956–57: Zamalek
- 1957–58: Zamalek & Al Ahly
- 1958–59: Zamalek
- 1959–60: Zamalek
- 1960–61: Al Ahly
- 1961–62: Zamalek
- 1962–63: Al-Ittihad Alexandrie
- 1963–64: Al Quanah
- 1964–65: Tersana
- 1965–66: Al Ahly
- 1966–67: Tersana
- 1972–73: Al-Ittihad Alexandrie
- 1974–75: Zamalek
- 1975–76: Al-Ittihad Alexandrie
- 1976–77: Zamalek
- 1977–78: Al Ahly
- 1978–79: Zamalek
- 1980–81: Al Ahly
- 1982–83: Al Ahly
- 1983–84: Al Ahly
- 1984–85: Al Ahly
- 1985–86: Tersana
- 1987–88: Zamalek
- 1988–89: Al Ahly
- 1989–90: Al Mokawloon Al Arab
- 1990–91: Al Ahly
- 1991–92: Al Ahly
- 1992–93: Al Ahly
- 1994–95: Al Mokawloon Al Arab
- 1995–96: Al Ahly
- 1996–97: Ismaily
- 1997–98: Al Masry
- 1998–99: Zamalek
- 1999–2000: Ismaily
- 2000–01: Al Ahly
- 2001–02: Zamalek
- 2002–03: Al Ahly
- 2003–04: Al Mokawloon Al Arab
- 2004–05: ENPPI
- 2005–06: Al Ahly
- 2006–07: Al Ahly
- 2007–08: Zamalek
- 2008–09: Haras El-Hodood
- 2009–10: Haras El-Hodood
- 2010–11: ENPPI
- 2011–12: zrušeno[1]
- 2012–13: Zamalek
- 2013–14: Zamalek
- 2014–15: Zamalek
- 2015–16: Zamalek
- 2016–17: Al Ahly
- 2017–18: Zamalek
- 2018–19: Zamalek
- 2019–20: Al Ahly
- 2020–21: Zamalek
- 2021–22: Al Ahly
- 2022–23: Al Ahly

### Souhrn
| Klub                  | Počet trofejí |
| --------------------- | ------------- |
| Al Ahly               | 39            |
| Zamalek               | 28            |
| Al-Ittihad Alexandrie | 6             |
| Tersana               | 6             |
| Al Mokawloon Al Arab  | 3             |
| Ismaily               | 2             |
| El-Olympi             | 2             |
| ENPPI                 | 2             |
| Haras El-Hodood       | 2             |
| Al Masry              | 2             |
| Al Teram              | 1             |
| Al Quanah             | 1             |